# Slugterra
Slugterra (Slugterrâneo, no Brasil) é uma série de desenho animado americana-canadense de animação computadorizada (CGI) produzida pelo estúdio canadense Nerd Corps Entertainment, uma subsidiária da DHX Media Company.
Estreou primeiramente no canal canadense Family Chrgd (atualmente, uma versão local do Disney XD. No Brasil a série estreou na Disney XD Brasil, onde se tornou muito popular sendo um dos programas mais assistidos do canal. Em Portugal, a série estreou no Biggs.

## Enredo e Lesmas
A história se passa num mundo subterrâneo onde pessoas utilizam lesmas como principal arma. Quando uma lesma é atirada e ultrapassa 160 km/h ela se transforma e libera um poder como fogo, gelo, eletricidade, entre outros. O personagem principal Eli Shane é um descendente de uma família de heróis que junto de seus amigos Trixie, Pronto e Kord lutam contra os crimes da cidade além de tentarem impedir uma luta do bem contra o mal.
Tem Lesmas especiais, raras, floppers, fantasmas, robóticas, entre outras

## Informações Lesmas
Lesma é um nome comum para uma criatura aparentemente sem-casca, que vive em Slugterra. Eles têm poderes especiais de acordo com os seus elementos, que são: Fogo, Água, Ar, Terra e Energia. Estes são os elementos básicos. Os elementos secundários são de Aço, Toxico, Gelo e Psíquico. Há 5 lesmas elementais que foram primeiro de seu tipo. Eles são os progenitores de todas as outras lesmas, por isso, se uma dessas lesmas fossem corrompidas, todas as lesmas de sua linhagem iriam sofrer com os mesmos efeitos. Então, na verdade, se a Elemental do Ar se tornasse fantasma, todas as outras lesmas do elemento ar iriam se tornar fantasmas, como Hoverbug, Flatulorhinkus, Gazzer, Tormato e Slyren.
Quando estas lesmas são disparadas com a ajuda de Lançadores, eles atingem uma velocidade de cem milhas por hora e se transformar em uma forma mais forte chamado Velocimorph que pode ser altamente destrutiva. Uma vez que eles são disparados, eles só podem ser re-utilizados se os respectivos Slingers são rápidos em pegá-los e recarregar. Caso contrário, eles vão voltar para o esconderijo do lançador, se elas forem apegadas a ele. Todos Slug-Slingers tem que ampliar seu arsenal para que eles possam usar certas técnicas como a comunicação e utilização de dispositivos especiais lesma coleta.
Slugs precisam ser alimentados regularmente para que eles permaneçam saudáveis e lesmas do bebê precisam de cuidados especiais extra para ajudá-los a amadurecer. Se experiente o suficiente, lesmas podem evoluir para uma forma ainda mais forte chamado Morph mega. To Mega Morph uma lesma precisa ser filmado em duzentas milhas por hora, mas a lesma tem que estar pronto para lidar com o excesso de velocidade e poder. Se uma lesma não é experiente o suficiente, ele vai ficar jogado fora pela velocidade e Mega Morph falhará. Ao equipar o seu Blaster com um acelerador, o lançador pode ajudar uma lesma mega Morph mais facilmente. Lesmas são mantidos em casos especiais em forma de cilindro chamados tubos de lesma.
| lesmas         | poder                                                   | status da lesma  | fraqueza         | elemento |
| -------------- | ------------------------------------------------------- | ---------------- | ---------------- | -------- |
| Infernus       | lança fogo e bolas de chamas                            | Rara de achar    | água             | fogo     |
| Flatulorhinkus | soltar puns tóxicos                                     | Fácil de achar   | gelo             | ar       |
| Arachnet       | lançar teias                                            | Fácil de achar   | fogo             | terra    |
| Boon Doc       | cura Lesmas fantasmas,antidoto                          | Difícil de achar | desconhecido     | energia  |
| Fandango       | lesma da energia deixa lesmas fortificadas              | simples de achar | lesmas fantasmas | energia  |
| AquaBeek       | esguichar água ou lançar água                           | normal em achar  | gelo ou teias    | água     |
| Enigmo         | cegueira temporária e visualização das auras das lesmas | quase extinta    | armadilhas       | energia  |
| Armashelt      | lança pedras ou tira coisas do caminho                  | Fácil de achar   | teias            | terra    |
| Blastipede     | lesma granada ou bomba                                  | Fácil em achar   | água             | terra    |
| Bubbaleone     | fazer bolhas gigantes e limpar                          | normal em achar  | gelo ou espinhos | água     |

## lista de episódios
| temporada | episódios | exibição nos estados unidos | exibição nos estados unidos | exibição no brasil    | exibição no brasil     |
| --------- | --------- | --------------------------- | --------------------------- | --------------------- | ---------------------- |
|           |           | começo da temporada         | final da temporada          | começo da temporada   | final da temporada     |
| 1         | 13        | 3 de setembro de 2012       | 1 de novembro de 2012       | 15 de outubro de 2012 | 23 de novembro de 2012 |
| 2         | 12        | 2 de fevereiro de 2013      | 28 de março de 2013         | 5 de março de 2013    | desconhecido           |
| 3         | 14        | 15 de junho de 2013         | 19 de outubro de 2013       | desconhecido          | desconhecido           |
| 4         | TBA       | TBA                         | TBA                         | TBA                   | TBA                    |
| filmes    | 4         | 30 de março de 2014         | 15 de agosto de 2015        | 15 de abril de 2014   | TBA                    |

## Personagens
| personagens  | personagens      | personagens    | personagens      |
| gangue shane | industrias blakk | moradores      | lançadores       |
| ------------ | ---------------- | -------------- | ---------------- |
| Eli Shane    | Doutor Blakk     | Garra vermelha | Rei das lesmas   |
| Trixie       | Diablus          | ?              | Jhonny           |
| Kord         | Mourice          | ?              | Clã das Sombras  |
| Pronto       | twist            | ?              | Mestra imbativel |
| Junjie       | ?                | ?              | ?                |
| Shane        | ?                | ?              | ?                |

## Slugterra na web e aplicativos
Elai Shane - ( Personagem Principal ) Elai é um garoto de 16 anos, descendente de uma família de heróis